# 豆豉果
豆豉果以麵醬、糯米粉、南瓜、番薯、芋头、辣椒为主料，辅以辣椒末、盐、麻油为配料，经蒸熟、晒干的一种食品，属江西上饶特产。
味鹹辣，香甜，为当地各家下饭特别是稀饭的必备菜种。现已发展成为超市零食。

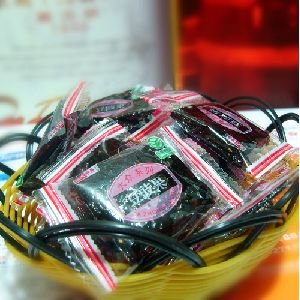
超市豆豉果

豆豉果与豆豉无关，由于当地的方言读起来很像豆豉，颜色又显黑故此种读法被沿用。豆豉果也与果类食物无关，纯粹因为方言谐音的缘故。当地居民通常都把用面或糯米做的食物称为果，如清明果。

## 产地
豆豉果是江西上饶特产，在其他省市地区很难找到类似食品。农村的各家各户每年都有制作，每家口味不一，“豆豉果味道好，农家里才有真味道”。

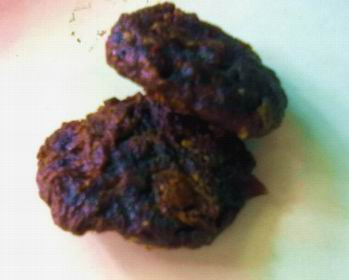
圆形饼状豆豉果

## 做法

### 必备材料
南瓜，面酱，糯米粉，辣椒，精盐

### 工序
①自制面酱

做豆豉果首先应该是自制面酱。
春末时分，农家就开始购买面粉，做成面团蒸熟，面团部分供家庭使用，大部分放在阴暗处摊开发酵，一星期后发酵充分后就可以与水相和，放至瓦盆（开口大，底部小）内。农家算好时间在连续的晴天下暴晒，两星期后会发现面团越来越黑，越来越少，呈现在眼前的就是自制的面酱了。此时的酱可配以新鲜辣椒末与精盐作为菜的配料或直接食用，味道酸辣可口。

②收获南瓜，切片晒干。

夏季时分，正值南瓜收成。农家开始“南瓜节”。各家各户搬出各家的大南瓜，举家开始去南瓜皮，切南瓜片，掏南瓜子，烹饪各种南瓜食物。而大部分南瓜片被切成月牙状，放置平房楼顶摊晒。大太阳下一两天既可。

③汇合各种材料，调味蒸熟

材料：面酱、南瓜（许多农家也会加进芋头、番薯，做法与南瓜一样），糯米粉，新鲜红辣椒都齐全时，将南瓜片、芋头片、红辣椒切碎，配以麻油、精盐、辣椒末（口味由各家喜欢进行调配）在大容器中进行充分融合，放置蒸桶中中火蒸45分钟-90分钟，视情况而定，以闻香蒸熟为标准。

④揉成形状，晒干，藏至瓦罐

豆豉果蒸熟之后即可使用，但刚蒸熟的豆豉果不易存放，农户一般会其做成类似月饼形状大小的圆形饼。也有的农家为省麻烦直接用筷子随意挑出形状不一的块状或条状豆豉果。成形之后，农家在预期连续几天的晴天下暴晒豆豉果，一般两天的暴晒后松软易咀嚼，三天之后比较坚硬，易于藏在瓦罐内，要食用时再蒸一下即可。

## 品种
根据口味分为：香辣味和香甜味    
根据材料的比重用分：

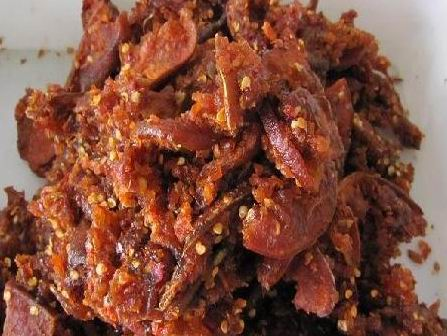
南瓜干

南瓜干：以南瓜为主料，配以面酱、糯米粉、麻油、辣椒、精盐制作，形状多为片状或条状

芋头干：以芋头为主料，配以面酱、糯米粉、麻油、辣椒、精盐制作，形状多为片状或条状

橙皮干：以橙皮为主料，配以面酱、糯米粉、麻油、辣椒、精盐制作，形状多为片状或条状

茄子干：以茄子为主料，配以面酱、糯米粉、麻油、辣椒、精盐制作，形状多为片状或条状

## 相关趣事

### 童年屋顶偷吃面酱、豆豉果
每年豆豉果制作时期，也正是儿童们最快乐的时期，几个伙伴往往结伴成群，到自家或通过相通的楼顶跑到隔壁家或邻居家去偷吃未熟的面酱或正在晒的豆豉果。几个伙伴中合作，通过石头剪刀布决定谁执行偷的任务，谁负责看守情况。偷还很讲究技巧，偷老奶奶家的不易被发现，偷自家大个的豆豉果也更难发现。要偷那种刚晒不久的容易被切割的，这个切割一点，那个切割一点然后再揉搓，尽量恢复圆形饼状。一次偷下来往往有三两个饼状之多，足够伙伴们装进书包到学校后作为最佳零食炫耀去。

### 外婆家的豆豉果
小伙伴们会把家里的豆豉果带到学校去分享，相互交换品尝。于是每个人都能品尝到各种各样的味道，但最后的“鉴赏”结果却惊人的达成一致：“还是外婆家豆豉果最好吃”。传统美食仍然还得向老一辈看去。

### 豆腐乳与豆豉果，情侣两搭档

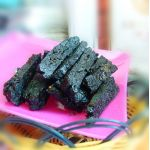
切好的豆豉果

到过上饶农家的会发现，早上起来，饭桌上除了油条，包子，稀饭之外，那就是“情侣搭配”豆腐乳和豆豉果了，两块碟子一个盛放一两块正方体豆腐乳，一个就好似盛放切成条状物（类似土豆条的形状）的豆豉果。可以用入口即化的豆腐乳下稀饭也可选用松软有嚼劲的香辣或香甜的豆豉果下稀饭，随心搭配，既不油腻又可口，整个早饭变得美味有满足。